# Unto Varjonen
Unto Uuno Mikael Varjonen, född 22 augusti 1916 i Åbo, död 11 februari 1954 i Helsingfors, var en finländsk politiker. Han var en av de mest framstående företrädarna för de socialdemokratiska så kallade vapenbrödrasocialisterna.
Varjonen tog sin ungdom intryck av Yrjö Ruutu, anslöt sig i likhet med denne till socialdemokratiska partiet 1937 och blev filosofie kandidat 1938. Han var partisekreterare 1944–1946, chefredaktör för Suomen Sosialidemokraatti 1947–1948 och chef för Statsjärnvägarnas tariffavdelning 1946–1951. Han var ledamot av Finlands riksdag 1948–1951 och minister utan portfölj 1949–1950. Han blev 1953 medlem av Finlands Banks direktion.